# Alessandro Cagno
Alessandro Umberto Cagno, Umberto Cagno, apodado Sandrin (2 de mayo de 1883-23 de diciembre de 1971) fue un piloto de carreras italiano, pionero de las competiciones de automóviles, de aviones y de lanchas.
Con trece años ingresó como aprendiz en un taller de ingeniería de Turín. Más adelante sería reclutado por Giovanni Agnelli, convirtiéndose en el empleado número 3 de la recién creada F.I.A.T. (Fiat). Allí pasó a ser conductor de pruebas de la fábrica, chófer personal de Agnelli y piloto del equipo de carreras de la empresa. En 1906 se adjudicó la primera edición de la Targa Florio en Sicilia, después de cambiarse al equipo Itala.
Cagno fue cofundador de la sociedad  'AVIS-Voisin' (Atelier Voisin Italie Septentrionale), dedicada a la fabricación de aeronaves Voisin bajo licencia. Diseñador y probador de aviones, fundó la primera escuela de vuelo de Italia en Pordenone, siendo la primera persona que voló por encima de Venecia. Tras ser voluntario  como piloto en Libia durante la guerra italo-turca (1911-1912),  inventó un dispositivo para apuntar las bombas lanzadas desde un avión.

## Biografía
Cagno nació en Turín. Pertenecía a una familia de clase trabajadora, y su padre posiblemente pudo haberse dedicado a la venta de carbón. A los trece años de edad empezó a trabajar como aprendiz en el taller de ingeniería de Luigi Storero.

## Automovilismo

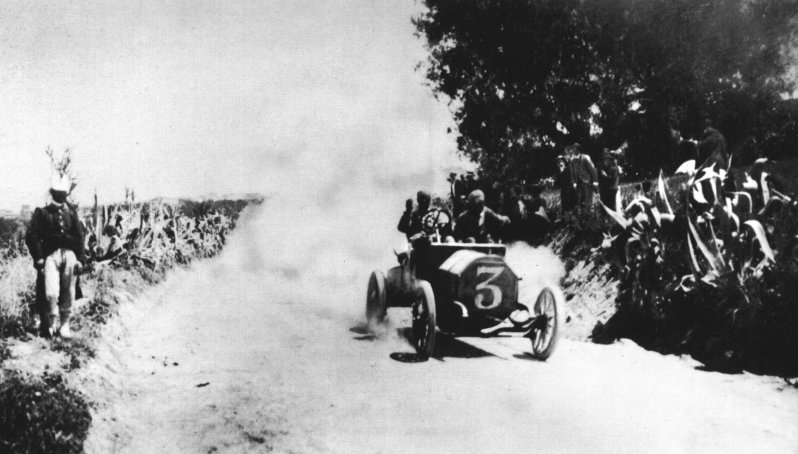
Cagno en el Itala número 3, en su victoria en la Targa Florio de 1906

### Carrera
Cagno era un aprendiz en la fábrica Storero de Turín, un constructor de carruajes, omnibuses y bicicletas, que había empezado a construir los triciclos motorizados Phoenix bajo licencia de la compañía alemana Daimler-Motoren-Gesellschaft. Su habilidad y pasión por la mecánica le permitió convertirse en copiloto de Luigi Storero, que competía primero con un triciclo De Dion-Bouton  y más adelante con su propia versión del triciclo Daimler Phoenix de 1.75 CV. Disputaron carreras en autódromos improvisados (como la pista de Trotones de  Piacenza) y pruebas en carretera (como la carrera Piacenza-Cremona-Borgo-Piacenza).
Giovanni Agnelli, que había competido con un triciclo Storero, reclutó a Cagno como el tercer trabajador de la recién creada Fiat, y le propuso a Luigi Storero crear un departamento de competición, en el que se integraron el propio Cagno, Vincenzo Lancia y Felice Nazzaro, disputando carreras en Italia, Francia, Alemania, Austria, el los Países Bajos, Bélgica, Rusia y los Estados Unidos.
Cagno compaginó su trabajo como conductor probador de Fiat y como chófer personal de Giovanni Agnelli. Fue la primera persona en conducir un camión desde Turín hasta Moscú, abrió la primera filial de Fiat Turín y destacó en las carreras de lanchas rápidas.

### Carreras de automóviles

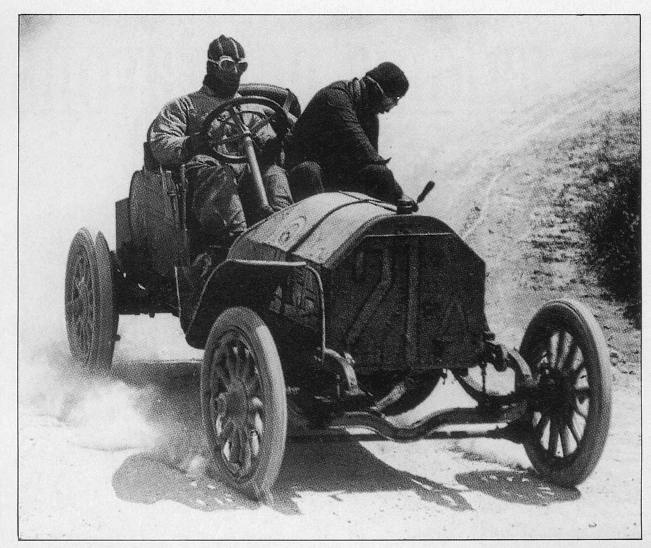
Cagno conduciendo el Itala número 21A en la Targa Florio de 1907

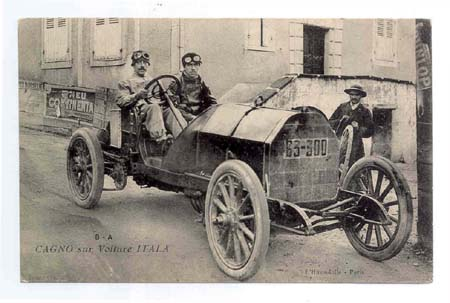
Cagno conduciendo un Itala (63-300)

De 1901 a 1905 pilotó para la Fiat, predominantemente en carreras de montaña en Italia. Su primera prueba la disputó en Saluzzo en 1901, donde acabó tercero y cuarto en las dos mangas celebradas. Pilotó en su primera carrera internacional a los 18 años de edad en 1902, cuando acabó segundo en el Circuito de las Ardenas en Bélgica.
Además de participar todavía como mecánico de a bordo con Luigi Storero, en 1902 participó en los ascensos Sassi-Superga y Susa-Moncenisio; y en la carrera de velocidad sobre 10 km entre Padua y Bovolenta. En 1903 fue mecánico copiloto con Vincenzo Lancia en la Carrera de la Muerte de París a Madrid, pero se retiraron en su FIAT 24 CV antes de que la carrera fuese neutralizada en Burdeos.
Su primera victoria llegó en julio de 1904, conduciendo un FIAT de 100 CV en el ascenso Susa-Mont Cenis[6] (o pudo acabar en segunda posición, a 8 segundos de Felicce Nazarro en otro FIAT).
Finalizó tercero en la Copa Gordon Bennett celebrada en el Puy de Dôme en 1905, y fue cuarto en la subida al Mont Ventoux, acompañado en estas carreras por Felice Nazzaro, en lo que era el primer éxito internacional de Fiat. Más adelante, en 1905,  acabe 3.º en el Circuito de Milán, 2.º en la subida Susa-Montecenisio, y primero en la subida al Mont Ventoux en Francia.
En 1906 se pasó desde Fiat a otro fabricante de Turín, Itala (Fab Auto Itala SA), con la que ganó las primeras ediciones de la Targa Florio en 1906 y de la Coppa della Velocita en 1907. Conduciendo el Itala de 120 CV completó las tres vueltas al Gran Circuito de la Targa Florio, cubriendo los 446 kilómetros en 9 horas, 32 minutos y 22 segundos, a una velocidad media de 46.8 km/h.
Cagno condujo el Itala a la quinta posición en el Kaiser Preis de 1907 , completando las dos vueltas en 3 horas, 07 minutos y 26 segundos. Su número de inscripción era el 35A, indicando que era el conductor "A" en el Equipo 35.
En la Coppa della Velocita de 1907 completó los 486 kilómetros  en 4:37:26.6, a una velocidad media de 104.8 k/h. Los otros miembros del equipo Itala acabaron octavo y décimo. Este automóvil posteriormente corrió en los EE. UU. y cubrió el circuito de Brooklands por encima de los 160 km/h. Se conserva en el Museo de Motor Nacional en Beaulieu (Inglaterra). En la Copa Vanderbilt disputada en Long Island acabó 7.º, con el Itala una vuelta por detrás del piloto vencedor, Louis Wagner al volante de un Darracq.
En 1908 pilotó el nuevo Itala de 12 cilindros para acabar 11.º en el Gran Premio de Francia y 3.º en la Copa Florio en Bolonia. El equipo entonces se inscribió en el Gran Premio de Estados Unidos de 1908 celebrado en Savannah, pero se retiraron después de la rotura de un muelle de la suspensión en la vuelta 12.

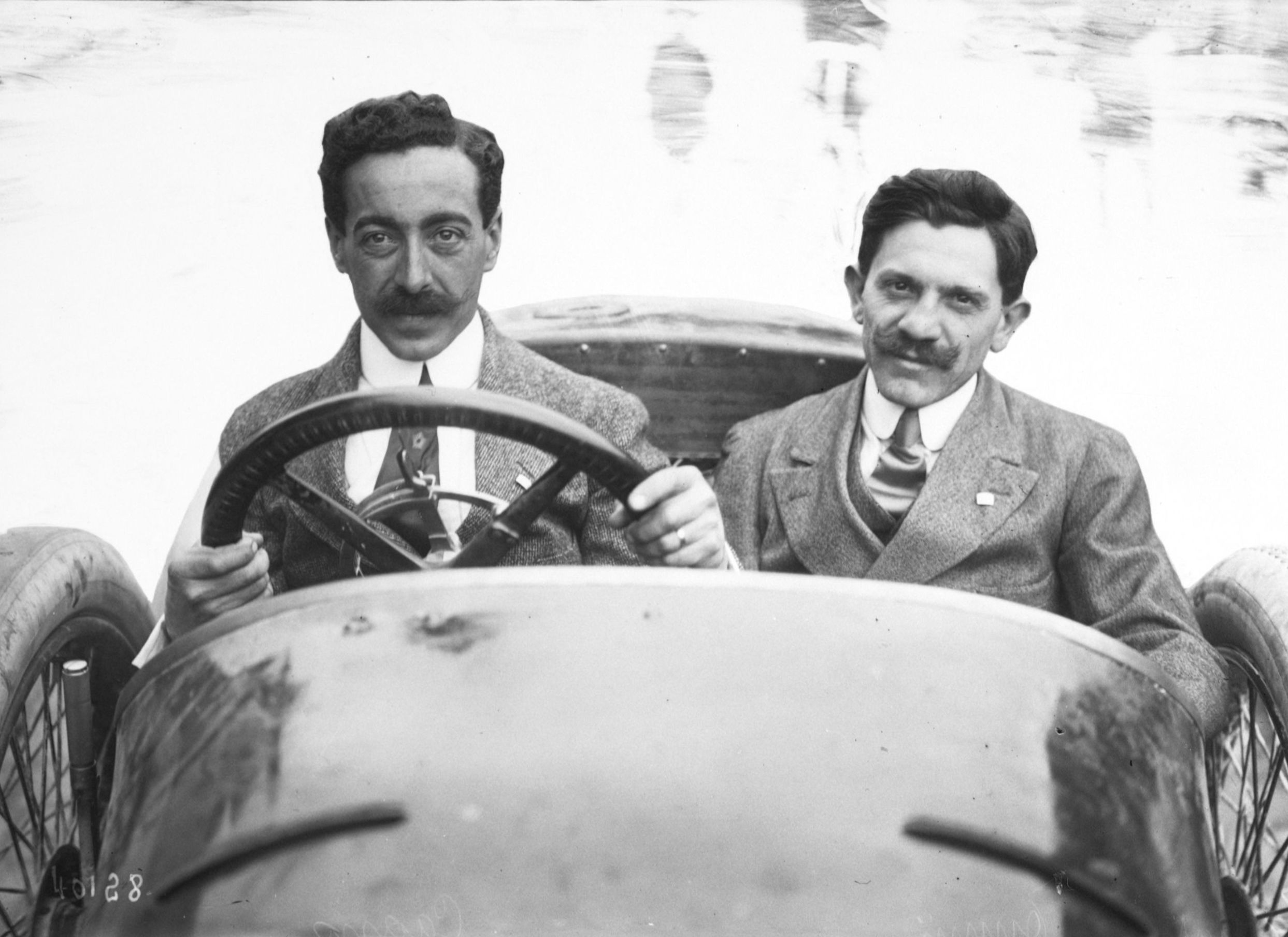
Cagno en el Fiat (Gran Premio de Francia de 1914)

### Regreso a Fiat
Cagno había perdido el interés por el mundo de las carreras de coches alrededor de 1910, concentrándose entonces en la aviación, pero en 1912 regresó a Fiat como 'Jefe Probador de Coches de Carreras' y como 'Probador General de Vehículos a Motor'.
Volvió sin éxito a correr en el Gran Premio de Francia de 1914, donde completó 10 vueltas antes de que su Fiat tuviera que retirarse por una válvula averiada.
Durante la Primera Guerra Mundial gestionó la Oficina de Pruebas de vehículos suministrados a los ejércitos italiano y francés.
Cagno regresó otra vez a las carreras en los años 1920, cuando ganó el Gran Premio de Italia para vehículos ligeros y la prueba Leningrado-Moscú-Tbilisi en un Fiat.

## Aviación

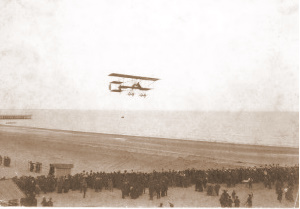
Cagno vuela con su Farman III por encima de las multitudes en el Lido de Venecia (marzo de 1911)

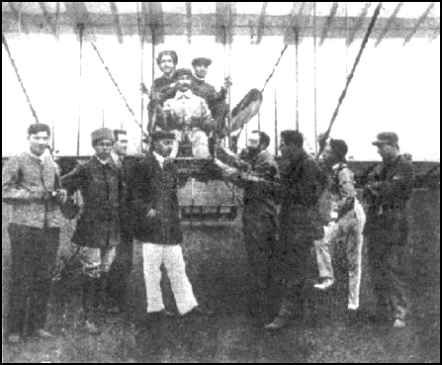
Cagno, Cobianchi y Cei en Pordenone (1910)

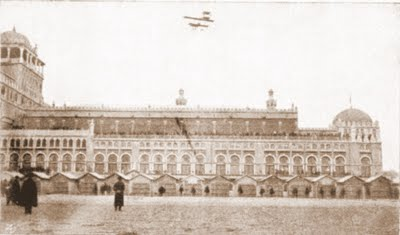
Cagno volando con su Farman III por encima de la Plaza de San Marcos de Venecia (marzo de 1911)

Hacia 1909 Cagno había perdido el interés por las carreras de coches,  centrándose a partir de entonces en la aviación. Obtuvo la licencia de piloto, ejerciendo de instructor en Cameri, unos 90 km al nordeste de Turín.
En octubre de 1909 Cagno colaboró en Cameri con dos ingenieros, Clovis Thouvenot y Gino Galli, para fundar 'AVIS-Voisin' (Atelier Voisin Italie Septentrionale), con el propósito de construir aeronaves Voisin bajo licencia. Con esta aeronave compitió en la prueba Brescia-Montichiari.
Diseñó y probó ambas aeronaves, fundando también la primera escuela de vuelo de Italia en Pordenone, en 1910.
El 19 de febrero de 1911, realizó seis vuelos en su Farman III de 50 CV partiendo desde la playa en el Lido de Venezia a pesar de la niebla. El avión había sido transportado en piezas desde Pordenone, y se ensambló en la pista de patinaje del Hotel Excelsior. El 3 de marzo hizo el primer vuelo sobre la ciudad y continuó diariamente hasta el de 6 marzo, el último día de Carnaval. Se seleccionó un pasajero mediante un sorteo de la lotería pública. El ganador vendió su pasaje a un abogado llamado Casellati.
Después de combatir en Libia como voluntario en la guerra italo turca  de 1911, preparó el primer bombardero italiano ("añadió al avión un lanzador de granadas", un sencillo dispositivo de puntería consistente en una superficie o tubo inclinado).

## Lanchas motoras
Cagno compitió en carreras de lanchas rápidas, con un bote que utilizaba motor Fiat. Ganó la reunión de Mónaco en 1906.

## Muerte y conmemoración
Cagno dejó de competir en 1923, y continuó viviendo en su casa familiar de Turin hasta su muerte en 1971. En aquella época, se había convertido en el último participante superviviente de la primera prueba del Grand Prix de la historia.
Grabó una entrevista en 1961 describiendo sus días de corredor, que está disponible para los visitantes del Museo Nacional del Automóvil (Museo Nazionale dell'automóvil Biscaretti):

Hoy en día la tarea de los pilotos es fácil, porque solo tienen que conducir. Los mecánicos preparan el coche y todo lo necesario para la carrera. Para nosotros, corredores de ayer, las cosas no fueron tan fáciles: nos casábamos con nuestro coche hasta la carrera; seguíamos como era construido, preparado y puesto a punto.

Este es un coche de carreras, un Fiat de 1907, que me dio muchas satisfacciones, pero también mucho dolor. En ese momento, las carreteras, las reglas, los cambios de neumáticos, los incidentes triviales o los choques, todo lo que rodeaba aquellas carreras nos exigía un duro trabajo, desde las 5 de la mañana hasta la tarde ... muchos inconvenientes, malos caminos, carreteras sin asfaltar, cambios de ruedas, sacrificios de necesidades personales ... A pesar de todo esto, este coche me llevó muchas veces a la victoria.

## Resultados
| Año  | Acontecimiento                                    | Fecha            | Ubicación          | Distancia                                     | Resultado | # Núm | Fabricante                           | Tiempo        | Velocidad (km/h) | Notas                                                                         |
| ---- | ------------------------------------------------- | ---------------- | ------------------ | --------------------------------------------- | --------- | ----- | ------------------------------------ | ------------- | ---------------- | ----------------------------------------------------------------------------- |
| 1901 | Handicap                                          | 8 de septiembre  | Saluzzo            | 10 km                                         | 3         |       | F.I.A.T. 8 hp                        |               |                  | Debut como piloto                                                             |
| 1901 | Handicap                                          | 8 de septiembre  | Saluzzo            | 5 km                                          | 4         |       | F.I.A.T. 8 hp                        |               |                  | Debut como piloto                                                             |
| 1903 | Circuito de las Ardenas                           | 22 de junio      | Bastoña (Bélgica)  | 512 km (85.34 km x 6 vueltas)                 | 10        | 47    | F.I.A.T. 24 hp                       | 7:06:56       |                  | 3.º en clase automovilística ligera                                           |
| 1904 | Ascenso Susa-Montecenisio                         | 10 de julio      | Susa               | 22.089 km                                     | 1 o 3     |       | F.I.A.T. 75 hp                       | 23 mins 33.4s |                  |                                                                               |
| 1904 | I Coppa Florio                                    | 4 de septiembre  | Brescia            | 372.166 km (186.083 km x 2 vueltas)           | retirado  | 12    | F.I.A.T.                             |               |                  |                                                                               |
| 1904 | Ascenso a La Consuma                              | 11 de septiembre | Consuma            | 15 km                                         | 6         |       | F.I.A.T. 60 hp Tourer                | 17:15.6s      |                  |                                                                               |
| 1905 | Circuito de la Copa Gordon Bennett de l'Auvergne  |                  | Puy de Dôme        |                                               | 3         |       | F.I.A.T. 100 hp                      | 7:22.83       |                  | [ 30 ]                                                                        |
| 1905 | Circuito de Milano                                |                  | Milán              |                                               | 3         |       | F.I.A.T. 100 hp                      |               |                  | [ 2 ]                                                                         |
| 1905 | Ascenso Susa-Montecenisio                         | 16 de julio      | Susa               | 23 km                                         | 2         |       | F.I.A.T. 100 hp                      | 19 mins 26.3s |                  |                                                                               |
| 1905 | Ascenso al Mont Ventoux                           | 17 de septiembre | Aviñón             | 21.6 km                                       | 1 (o 4)   |       | F.I.A.T. 100 hp                      | 19:30s        | 65.568 km/h      |                                                                               |
| 1905 | II Coppa Florio                                   | 4 de septiembre  | Brescia            | 500.975 km                                    | retirado  | 15    | F.I.A.T. 100 hp                      |               |                  | 2 vueltas/rotura radiador                                                     |
| 1906 | Targa Florio                                      | 6 de mayo        | Sicilia            | 446.469 km                                    | 1         | 3     | Itala 35/40 hp                       | 9:32:22       | 46.80 km/h       |                                                                               |
| 1906 | Coppa d'Oro del Turismo                           | 14-24 mayo       | Milán              |                                               | 3         |       | Itala 24 hp                          |               |                  |                                                                               |
| 1906 | IX Grand Prix del Club del Automóvil de Francia   | 26-27 junio      | Le Mans            | 1238.03 km                                    | retirado  | 8A    | Itala 120 hp                         |               |                  | 2 vueltas/rotura radiador                                                     |
| 1906 | III W.K. Copa Vanderbilt                          | 6 de octubre     | Isla larga         | 769.91 km                                     | 7         |       | Itala 120 hp                         |               |                  | 9 vueltas en pista                                                            |
| 1907 | Targa Florio                                      | 22 de abril      | Sicilia            | 3 vueltas x 92.473 millas 277.42 millas       | 5         | 21A   | Itala 35/40 hp                       | 8:39:06       |                  |                                                                               |
| 1907 | I Káiser Preis                                    | 13-14 de junio   | Taunus             | Manga 1 - 2 vueltas (146.30 millas)           | 5         | 35A   | Itala 35/40 hp                       | 3:07:26       |                  |                                                                               |
| 1907 | I Káiser Preis                                    | 13-14 de junio   | Taunus             | Final 4 vueltas (292.60 millas)               | 10        |       | Itala 35/40 hp                       | 5:59:14.0     |                  |                                                                               |
| 1907 | III Coppa Florio                                  | 1 de septiembre  | Brescia            | 301.80 km (37.725 km x 8 vueltas)             | retirado  | 6A    | Itala 35/40 hp (Modelo Káiser Preis) |               |                  | 2 vueltas                                                                     |
| 1907 | I Coppa Velocita di Brescia                       | 2 de septiembre  | Brescia            | 301.80 km (37.725 km x 8 vueltas)             | 1         | 3A    | Itala (Magnífico Prix coches)        | 4:37:36.6     |                  | vuelta rápida: Cagno 31m31.0 (71.80 mph) Copa de Oro valorada en 5000 dólares |
| 1908 | XI Grand Prix de la A.C.F. Gran Premio de Francia | 7 de julio       | Dieppe             | 477.48 millas (47.74 millas x 10 vueltas)     | 11        | 12    | Itala 120 hp                         | 8:07:56.0     |                  | Debut del nuevo 12 cilindros Itala 120 hp                                     |
| 1908 | IV Coppa Florio                                   | 6 de septiembre  | Bolonia            | 328.226 millas (32.825 millas x 10 vueltas)   | 3         | 6     | Itala                                | 4:56:12       |                  |                                                                               |
| 1908 | I Gran Premio del Club del Automóvil de América   | 26 noviembre     | Savannah (Georgia) | 402.080 millas (25.130 millas x 16 vueltas)   | retirado  | 12    | Itala                                |               |                  | 11 vueltas/suspensión rota                                                    |
| 1914 | 1914 Gran Premio de Francia                       | 4 de julio       | Lyon               | 752.58 km (467.600 mi) 37.629 km x 20 vueltas | retirado  | 13    | Fiat                                 |               |                  | 10 vueltas, válvula dañada                                                    |
| 1923 | III Gran Premio delle Vetturette                  | 29 de junio      | Brescia            | 521.76 km (17.39 km x 30 vueltas)             | 1         |       | Fiat 803                             | 4:02:16.8     | 129.28 km/h      | vuelta rápida: 7:28.2 (139.75 km/h)                                           |
| 1923 | Leningrado-Moscú-Tiflis-Moscú                     |                  | Rusia              |                                               | 1         |       | Fiat                                 |               |                  |                                                                               |